# يهودا ليفين
يهودا ليفين هو حاخام وسياسي أمريكي، ولد في 1954. نشط حزبياً في الحزب الجمهوري.